# Cerkiew Zaśnięcia Najświętszej Maryi Panny w Hrubieszowie
Cerkiew Zaśnięcia Najświętszej Maryi Panny – prawosławna cerkiew parafialna w Hrubieszowie. Należy do dekanatu Zamość diecezji lubelsko-chełmskiej Polskiego Autokefalicznego Kościoła Prawosławnego. Zlokalizowana przy ulicy 3 Maja, w centrum miasta.
Pierwsza cerkiew pod tym wezwaniem powstała w Hrubieszowie w latach 20. XVI w. Przed 1630 z pewnością świątynia ta przeszła na własność unitów, co nastąpiło po gwałtownym konflikcie między zwolennikami i przeciwnikami unii brzeskiej. Obecnie istniejący budynek został wzniesiony w latach 1867–1875 z inicjatywy napływowej ludności rosyjskiej. Istnienie w Hrubieszowie prawosławnej cerkwi miało nie tylko zaspokajać jej potrzeby religijne, ale i dać możliwość prowadzenia agitacji religijnej wśród słuchaczy miejscowego unickiego progimnazjum.
Po bieżeństwie świątynia została zamknięta, działalność duszpasterską wznowiono w niej w 1921. Parafia hrubieszowska działała także po II wojnie światowej i wywózkach prawosławnych Ukraińców do ZSRR, za sprawą których straciła większość wiernych. Była jedną z siedmiu placówek duszpasterskich na ziemi chełmskiej, o których zachowanie hierarchia PAKP dokładała w 1944 szczególnych starań (większość dotychczasowych prawosławnych świątyń została zamknięta z braku wiernych). Zamknięta po akcji „Wisła”, cerkiew wznowiła działalność już cztery lata później – w 1951 – i od tego czasu jest nieprzerwanie czynna.
Cerkiew w Hrubieszowie jest świątynią trójdzielną, orientowaną, reprezentuje – podobnie jak inne wznoszone w tym samym okresie w Imperium Rosyjskim świątynie prawosławne – styl bizantyjsko-rosyjski. Na tle innych cerkwi budowanych na ziemi chełmskiej w II połowie XIX w. wyróżnia się jednak swoim monumentalizmem oraz liczbą kopuł – jako jedyna ma ich trzynaście. Jest również jedyną 13-kopułową cerkwią prawosławną w granicach Polski oraz jedną z dwóch na świecie (druga znajduje się w Finlandii).

## Historia

### Pierwsza cerkiew Zaśnięcia Matki Bożej w Hrubieszowie
Cerkiew prawosławna pod tym wezwaniem w Hrubieszowie została zbudowana w latach 20. XVI stulecia z fundacji mieszczanina Sofronija Kozuli. Opłacił on zarówno budowę świątyni, jak i całość jej wyposażenia. W 1596, gdy biskup chełmski Dionizy podpisał akt unii brzeskiej, cała eparchia chełmska stała się administraturą unicką. Przed 1630 cerkiew w Hrubieszowie z pewnością należała już do parafii unickiej. Zmiana jurysdykcji dokonała się po gwałtownym konflikcie między prawosławnymi a unitami.

### Murowana cerkiew w Hrubieszowie
Wzniesienie murowanej cerkwi w Hrubieszowie było związane z napływem prawosławnych Rosjan z Imperium Rosyjskiego. W mieście powstało w tym samym czasie unickie męskie progimnazjum. Otwarcie parafialnej świątyni miało umożliwić prawosławnemu duchowieństwu prowadzenie działalności misyjnej wśród jego słuchaczy, jak również wśród chłopów wyznania unickiego zamieszkujących wsie w okolicach Hrubieszowa. Placówka duszpasterska zaczęła działać w 1867, korzystając początkowo z kaplicy domowej. W tym samym roku rozpoczęto budowę wolno stojącej cerkwi murowanej. Budynek cerkwi został wzniesiony na miejscu rozebranego w 1785 kościoła parafialnego. Kamień węgielny pod jej budowę został położony 11 maja 1873. Prace budowlane zostały zakończone w 1875 lub 1876. Poświęcenie gotowego obiektu miało miejsce 13 maja 1876, ceremonii przewodniczył arcybiskup chełmski i warszawski Leoncjusz. Budowa została sfinansowana z funduszu państwowego przeznaczonego na wznoszenie nowych cerkwi.
Świątynia pozostawała czynna do 1914, gdy prawosławni mieszkańcy Hrubieszowa udali się na bieżeństwo. W pierwszych latach po I wojnie światowej i odzyskaniu niepodległości przez Polskę nadal pozostawała zamknięta – nie figuruje ani w wykazie prawosławnych cerkwi przeznaczonych do otwarcia przez Ministerstwo Wyznań Religijnych i Oświecenia Publicznego z 1919, ani na liście trzydziestu faktycznie otwartych obiektów opracowanej w połowie 1921. Cerkiew w Hrubieszowie została jednak przywrócona do użytku liturgicznego jeszcze w tym samym roku. W wykazie cerkwi prawosławnych w województwie lubelskim w 1923 została wskazana jako jedna z dziewiętnastu czynnych świątyń tego wyznania w powiecie hrubieszowskim, siedziba jednej z siedemnastu parafii dekanatu hrubieszowskiego diecezji warszawsko-chełmskiej.
Po II wojnie światowej i wywózkach prawosławnych Ukraińców do ZSRR sieć parafialna Kościoła prawosławnego na Lubelszczyźnie prawie całkowicie przestała istnieć. Biskup Tymoteusz (Szretter), administrujący od 1944 strukturami kościelnym w dawnej diecezji chełmsko-podlaskiej, być może pod naciskiem władz komunistycznych, zwrócił się do administracji lokalnej z prośbą o zachowanie jedynie siedmiu placówek duszpasterskich, powołując się na konieczność zachowania parafii dla prawosławnych Polaków. Cerkiew w Hrubieszowie została wymieniona wśród tychże cerkwi. Mimo negatywnej opinii władz powiatowych w opisywanej kwestii Ministerstwo Administracji Publicznej w końcu grudnia 1945 zaakceptowało prośbę hierarchy. W 1947 do hrubieszowskiej parafii należało stu wiernych. Po zakończeniu akcji „Wisła” placówka duszpasterska, z braku wiernych, zaprzestała działalności, jednak przed 1951 została restytuowana i włączona do dekanatu lubelskiego diecezji warszawsko-bielskiej. W 1956 na terenie świątyni doszło do incydentu: grupa chuliganów krzykami i gwizdami zakłóciła nabożeństwo. W końcu lat 50. na doraźne remonty obiektu przekazano środki uzyskane z rozbiórki nieczynnych po 1947 i zdewastowanych cerkwi w Modryniu i Koniuchach. W 1969 liczbę wiernych uczęszczających do cerkwi hrubieszowskiej oraz do jej filii w Tomaszowie Lubelskim szacowano na 200 osób. W latach 70. cerkiew została okradziona z pięciu ikon. W tym samym okresie proboszcz miejscowej parafii bezskutecznie ubiegał się w Funduszu Kościelnym oraz u metropolity warszawskiego o środki na remont świątyni, pochodzące z dotacji państwowej lub z ogólnokościelnej kolekty.
cerkiew została odremontowana: odnowiono chór, pokrycie kopuł, ogrodzenie, zaś we wnętrzu część ikon.
W 2023 został ukończony długoletni remont, w ramach którego odnowiono chór, pokrycie kopuł, został zakonserwowany ikonostas, oraz wymieniono instalacje: elektryczną, przeciwpożarową oraz przeciwwłamaniową.

## Architektura

### Bryła budynku
Świątynia została zbudowana na planie krzyża greckiego, w stylu bizantyjsko-rosyjskim. Jest bogato dekorowana z zewnątrz (kolumienki, gzymsy, nisze). Wejście do świątyni prowadzi przez przedsionek, ponad którym wznosi się wieża-dzwonnica. Całość wieńczy trzynaście kopuł. Są one rozmieszczone nad prezbiterium (1) i nawą (5) oraz bocznymi przybudówkami tworzącymi ramiona krzyża (po 3). Trzynasta, najmniejsza kopułka zlokalizowana została w zwieńczeniu dachu namiotowego na dzwonnicy cerkiewnej. Cerkiew w Hrubieszowie jest jedyną świątynią prawosławną na terenie Polski, w której zastosowano taką ich liczbę. Kopuły nad dzwonnicą zwieńczone są pozłacanymi żeliwnymi krzyżami.
Cerkiew hrubieszowska wyróżniała się swoim monumentalizmem na tle innych parafialnych świątyń zbudowanych w Królestwie Polskim w latach 60. i 70. XIX w. Co prawda jej ogólna struktura była analogiczna, jak w przypadku starszych cerkwi, świątynia osiągnęła jednak większe rozmiary i otrzymała bardziej zróżnicowaną formę.

### Wystrój wnętrza

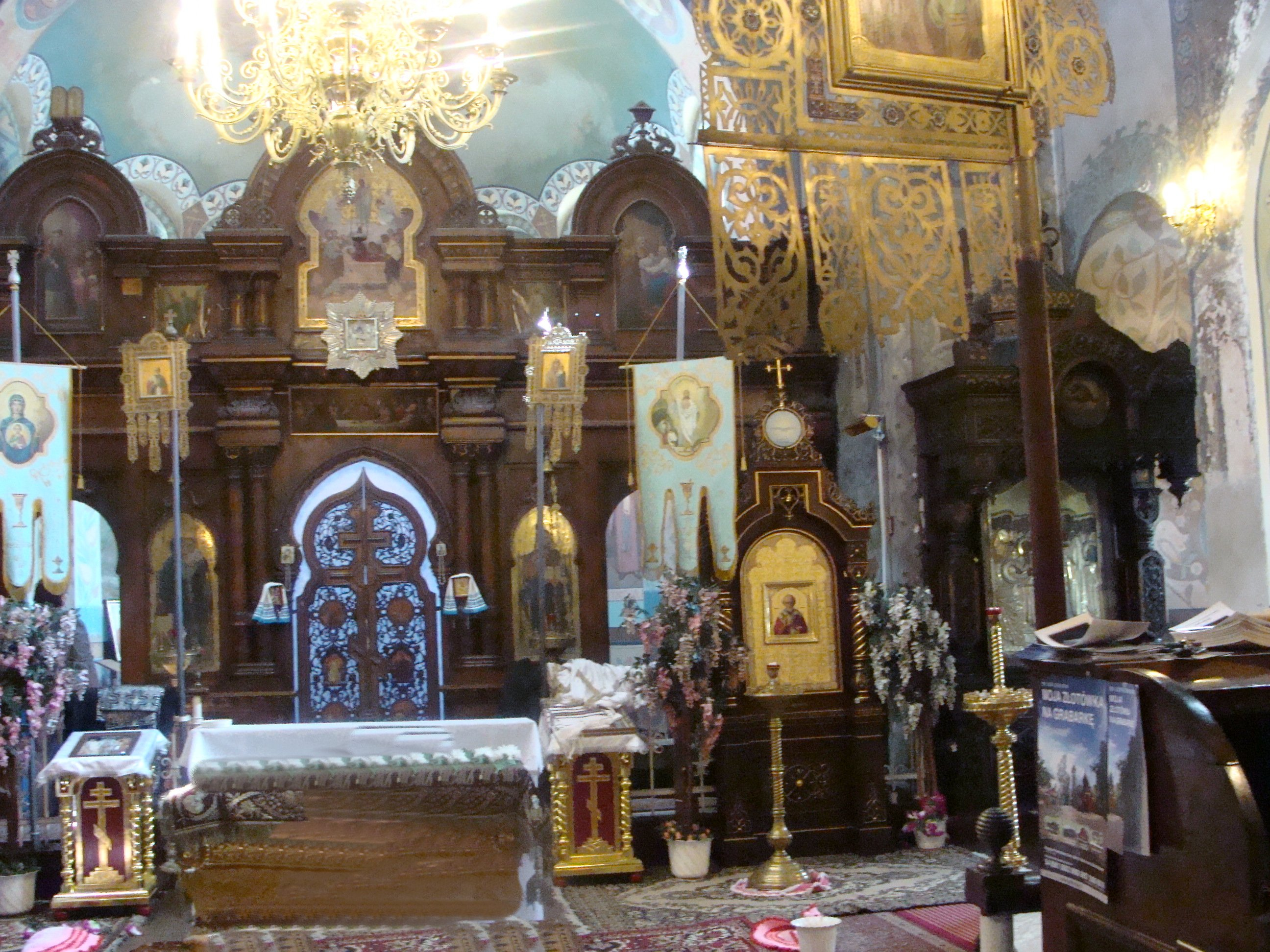
Wnętrze cerkwi

We wnętrzu znajduje się dwurzędowy ikonostas wykonany z drewna dębowego, z pozłoceniami. Ikony wchodzące w jego skład napisał petersburski ikonograf Siłajew. On też jest autorem wizerunków świętych znajdujących się w pomieszczeniu ołtarzowym w dębowych kiotach. W świątyni znajdują się także cztery starsze ikony z przełomu XVIII i XIX w.: dwa wizerunki maryjne (jeden przeniesiony ze zburzonej w 1958 cerkwi w Tyszowcach) oraz wyobrażenia Zaśnięcia Matki Bożej i Chrystusa Dobrego Pasterza. Innym elementem wyposażenia starszym niż sama cerkiew jest ołtarzowy krzyż z I połowy XIX w.
Na dzwonnicy cerkiewnej znajdowało się pięć dzwonów, które w czasie II wojny światowej zaginęły. Trzy nowe dzwony, ufundowane przez prywatnych darczyńców, zostały zawieszone w tym samym miejscu dopiero w 2005.
Cerkiew wpisano do rejestru zabytków 4 kwietnia 1958 pod nr kl. V-Oa/9/58 oraz 16 lipca 1977 pod nr. A/176.